# Мемориал Неистового Коня
Мемориал Неистового Коня (англ. Crazy Horse Memorial) — скальный памятник (порода пегматит), посвящённый индейскому вождю племени оглала Бешеному Коню (ок. 1840—1877), у Чёрных холмов в штате Южная Дакота, США. Владельцем памятника выступает некоммерческая организация «Crazy Horse Memorial Foundation».

## История создания
Памятник строится с 1948 года и изображает скачущего на коне вождя, указывающего в сторону родных равнин племени.
Памятник расположен между городами Кастер и Хилл-Сити, в 27 км от горы Рашмор, на земле, которую некоторые оглала и лакота почитают священной. Помимо памятника на территории расположены Музей коренных американцев Северной Америки (англ. Native American Museum of North America) и Культурный центр коренных американцев (англ. Native American Cultural Center).
Инициатором создания памятника был старейшина племени лакота Генри Стоящий Медведь (лакота Matȟó Nážiŋ). Его старший брат Лютер в октябре 1931 года написал скульптору Гутзону Борглуму, работавшему над барельефом на горе Рашмор, просьбу добавить также на барельеф лицо Бешеного Коня, «патриота племени сиу, единственно достойного быть поставленным рядом с Вашингтоном и Линкольном», но Борглум не ответил. Тогда Генри Стоящий Медведь развернул кампанию за то, чтобы Борглум вырезал лицо Бешеного Коня на горе Рошмор. Летом 1935 года он написал письмо Джеймсу Генри Куку, давнему другу вождя Красное Облако: «Я безуспешно борюсь с этим, не имея ни средств, ни рабочих, ни поддержки со стороны индейцев или белых».
7 ноября 1939 Генри Стоящий Медведь связался с польско-американским скульптором Корчаком Зюлковски, также работавшем на горе Рашмор под руководством Борглума, сообщив: «Мои собратья вожди и я хотели бы сообщить белому человеку, что у краснокожих тоже есть свои герои». Кроме того, Стоящий Медведь сообщил Оскару Чапману и Министерству внутренних дел США, что готов обменять всю свою плодородную землю в 365 га на бесплодную гору для цели увековечивания памяти Бешеного Коня. Правительство отреагировало положительно, и Лесная служба США, ответственная за землю, согласилась выдать разрешение на использование территории под надзором комиссии. Стоящий Медведь решил не обращаться за государственными средствами и вместо этого положился на финансирование влиятельных американцев, заинтересованных в благополучии индейцев.
Весной 1940 года Зюлковски провёл три недели в Пайн-Ридж, обсуждая со Стоящим Медведем вопросы землевладения, личность Бешеного Коня и образ жизни лакота. Зюлковски признавался, что «Стоящий Медведь очень разозлился, когда вспомнил о нарушенном договоре в форте Ларами (1868). Это тот самый документ, о котором я читал, в котором президент обещал, что Блэк-Хилс всегда будут принадлежать индейцам. Помню, как загорелись его старые глаза на смуглом лице цвета красного дерева, а потом он покачал головой и надолго смолк».
Проект возведения памятника не получает государственного финансирования и существует за счёт пожертвований и получения доходов с посетителей культурных центров и сувенирных магазинов. Зюлковски дважды отказывался от вложений правительства (10 млн долларов), так как видел в проекте нечто более значительное, чем просто скульптурную работу, и опасался, как бы федеральное вмешательство не положило конец намеченным работам над памятником. К 2018 году активы фонда составили 77 миллионов долларов, включая 12,5 миллионов долларов ежегодных пожертвований и взносов. Джим Брэдфорд, владелец ранчо Оглала Сиу и бывший член Сената Южной Дакоты, раскритиковал фонд, заявив, что «одна семья неиндейского происхождения стала миллионером за счёт нашего народа».
После смерти скульптора Зюлковски в 1982 году его вдова Рут руководила проектом до 2010-х годов в качестве генерального директора. Она приказала сначала завершить лицо Бешеного Коня, а не высекать фигуру лошади, как первоначально планировал её муж, поскольку верила, что лицо всадника по завершении привлечёт внимание туристов и, следовательно, финансирование. Рут также руководила персоналом, куда входили семеро её детей.
Работы над памятником ведутся по оставшимся подробным эскизам скульптора. Окончательный размер памятника составит 195 м в длину и 172 м в высоту; вытянутая рука достигнет длины 80 м, зазор подмышкой — 21 м на 30 м, а палец — 9 м длиной. Лицо всадника было закончено в 1998 году, его размер составил 26,7 м, что значительно превышает по размерам 18-метровый барельеф, посвящённый четырём президентам США на горе Рашмор. Глаза всадника в ширину достигают 5,2 м, а высота головы — 27 м. Рут и семеро из её 10 детей продолжили работу над памятником. Дочь Моник Зюлковски, являющаяся сама скульптором, изменила чертежи отца, чтобы обеспечить поддержку вытянутой руке всадника. После завершения лица всадника основные работы ведутся над лошадью.
Рут Зюлковски скончалась 21 мая 2014 года в возрасте 87 лет. Пост генерального директора заняла Моник Зюлковски, а трое её братьев и сестёр, а также трое внуков продолжают работать над проектом.
В 1948 году скульптор рассчитал, что строительство закончится через 30 лет. По состоянию на 2022 год не спрогнозированы сроки окончания памятника; однако кисть, предплечье, плечо, линия роста волос и макушка лошади, вероятно, будут завершены к 2037 году.

## Критика
Некоторые индейцы считают мемориал оскорблением памяти Бешеного Коня, который не любил фотографироваться и намеренно был похоронен в неизвестном месте. Элейн Куивер, потомок одной из тёток Бешеного Коня, сказала в 2003 году, что Стоящему Медведю не следовало самостоятельно обращаться к Зюлковски с просьбой о создании памятника, потому что в культуре лакота принято заручаться согласием членов семьи, которое не было получено до подрыва динамитом первого камня в 1948 году. Также Элейн Куивер выразила обеспокоенность тем, что место молитв и упокоения предков было потревожено и превращено в публичное.
Сет Большой Ворон (Seth Big Crow), чья прабабушка приходилась тёткой Бешеному Коню, выразил беспокойство о миллионах долларов, которые семья Зюлковски зарабатывает на имени его родственника.
Представители лакота также выступают против возведения памятника. В автобиографии 1972 года знахарь лакота Джон Огненный Хромой Олень писал: «Идея превратить красивую гору в статую — это загрязнение ландшафта. Такое противоречит духу Бешеного Коня». В интервью 2001 года активист лакота Рассел Минс сказал: «Представьте, что вы отправляетесь на святую землю в Израиль, будь вы христианин, еврей или мусульманин, и начинаете выделку горы Сион. Это оскорбление всего нашего существа».
В своей статье «Кто говорит за Бешеного Коня?» в The New Yorker за 2019 год автор Брук Джарвис заявляет: «В Пайн-Ридже и Рапид-Сити я слышала, как несколько лакота говорили, что памятник выказывает дань уважения не Бешеному Коню, а Зюлковски и его семье».